# جیانگسو اکسپرس‌وی
جیانگسو اکسپرس‌وی (انگلیسی: Jiangsu Expressway Company) شرکت دولتی ساخت‌وساز چینی است، که در سال ۱۹۹۲ تأسیس شد.